# Urgentni centar (američka TV serija, 13. sezona)
Trinaesta sezona serije Urgentni centar je emitovana od 21. septembra 2006. do 17. maja 2007. godine na kanalu NBC i broji 23 epizode.

## Opis
Džon Stamos, koji se pojavljivao epizodno u prošloj sezoni, je unapređen u glavnu postavu. Lora Ins je napustila glavnu postavu nakon epizode "Podeljena kuća".

## Uloge
- Goran Višnjić kao Luka Kovač
- Mora Tirni kao Ebigejl Lokhart
- Meki Fajfer kao Gregori Prat
- Parminder Nagra kao Nila Razgotra
- Džon Stamos kao Entoni Gejts
- Linda Kardelini kao Samanta Tagart
- Šejn Vest kao Rej Barnet
- Skot Grajms kao Arčibald Moris
- Lora Ins kao Keri Viver (Epizode 1-13)

## Epizode
| Br. u seriji | Br. u sezoni | Naslov                   | Reditelj           | Scenarista                          | Premijerno emitovanje |
| --- | ------------ | ------------------------ | ------------------ | ----------------------------------- | --------------------- |
| 268 | 1            | "Krvna veza"             | Stiven Kreg        | Džo Saks i Dejvid Zabel             | 21. septembar 2006    |
| Zaposleni bolnice se suočavaju sa događajima posle pucnjave. Viverova pronalazi onesvešćenu Ebi i Kovača vezanog za nosilo. Ebi povrede dovode do preranog porođaja, a kad rizik ljuštenja posteljice postane stvarnost, njena beba je rođena dva i po meseca ranije. Kad se krvarenje nastavilo, Ebi odvode na gisterektomiju. Džerijevo srce je okrznuo metak pa on mora na operaciju koju Dubenko i Nila obavljaju uspešno. Nakon potere od policije, Stiv i njegovi sazaverenici odlučuju da se sakriju sa Sem i Aleksom. Na kraju, Stiv upucava oba sazaverenika koji su hteli da ostave Sem i Aleksa i onda govori da bi pre voleo da mu porodica umre nego da bude odvojen od nje opet. Kasnije te noći, nakon što Aleks zaspi u kombiju, Stiv siluje Sem. Kad je Stiv zaspao, Sem uzima ključeve kombija i priprema se da pobegne sa Aleksom, ali onda se vraća, uzima Svitu pištolj i upucava ga tri puta. |              |                          |                    |                                     |                       |
| 269 | 2            | "Matura"                 | Džoana Kerns       | Dženin Šerman Baroa i Lisa Zverling | 28. septembar 2006    |
| Dok se Ebina beba Džoi bori na Intenzivnoj nezi, Megi dolazi u posetu i provodi prijatnije vreme sa Ebi nego inače. Sem bivši poslodavac Eliot pomaže da izbegne bilo kakvu istragu policije o Stivovoj smrti. Prat postaje dežurni lekar u urgentnom centru. Kovač i Ebi se svađaju oko isprobavanja rizičnog oglednog lečenja Džoija. Na kraju, Ebi pristaje, a Džoiju je bolje, ali razvija složenosti koje prva primećuje Megi koja navaljuje da pozovu dežurnog dr. Rava i spasu bebi Džoiju život. On mora na operaciju, ali se na kraju oporavlja. Bolnički odbor se sastaje kako bi dao otkaz Kovaču zbog Klementeovog kraha, a kad Viverova prizna da je ona kriva za to, a ne Kovač, ona biva unazađena u dežurnog lekara. Moris je sada apotekarski predstavnik i želi, što na kraju i dobija, da otvori aparat urgentnog centra uz Pratovu pomoć. Bolničar Gejts se vraća i nudi osećajnu podršku još ožalošćenoj Nili i otkriveno je da je on postao novi stažista u bolnici. Na kraju epizode, Ebi (po prvi put) poziva svoju majku da ih poseti opet dok drži svoje novorođenče. |              |                          |                    |                                     |                       |
| 270 | 3            | "Neko koga voliš"        | Stiven Kreg        | Dejvid Zabel                        | 5. oktobar 2006       |
| Pratovo navaljivanje da postane dežurni je presečeno kad mora da podučava nove stažiste i da nadgleda zaposlene. Gejts i Prat se svađaju zbog Gejtsovog omanjivanja da drži svoje kartone u toku i da leči srčanog bolesnika pedera što ishoduje da se bolesnikov dečko svađa sa njegovom porodicom oko njegovog održavanja u životu. Gejts ne sluša Pratova naređenja i spašava bolesniku život, ali je on moždano mrtav što na kraju pogoršava stvari na svim frontovima, pogotovu sa Pratom. Nakon otkrića da Aleks ne razgovara sa psihologom kojeg mu je Sem našla, ona razgovara sa njim i otkriva da je Aleks svedočio ubistvu. Gejst ima seks izgleda sa svojom cimerkom. Nakon posete Ebi i bebi Džoi, Nila se upoznaje sa novim šefom hirurgije dr. Dastinom Krenšoom čija je ličnost slična ličnošću pokojnog dr. Romana. |              |                          |                    |                                     |                       |
| 271 | 4            | "Roditeljstvo"           | Tavna Mekirnan     | R. Skot Džemil                      | 12. oktobar 2006      |
| Ebi odlazi na predavanje "Mama i ja" i upoznaje skupinu dadilja što menja njen pogled na decu. Deda i unuk su povređeni u nesreći sa motornom testerom zbog čega Kovač ostaje zaglavljen sa teškim slučajem. Prat ima nezgodnu stvar kad mora da vodi urgentni centar sam, lečeći mnoge povrede, učeći dužnostima, a Gejts, koga sanitetske veštine teraju da porba tešak postupak, ostaje bez nadzora i diktira njegove poruke što razbešnjava Prata. Nila postaje mentor novom studentu medicine koji je dodeljen hirurgiji i nudi pomoć kad Prat napravi ozbiljnu grešku na podsmeh načelnika hirurgije. Sem otkriva Aleksovu najnoviju vanškolsku radnju. Gejst ispada da živi sa jednom ženom Meg i njenom ćerkom Sarom. |              |                          |                    |                                     |                       |
| 272 | 5            | "Ejms protiv Kovača"     | Ričard Torp        | Džo Saks                            | 19. oktobar 2006      |
| Kertis Ejms, zidar koji je imao moždani udar dok je bio pod Kovačevom negom zbog upale pluća, podnosi tužbu zbog nemara. Tokom suđenja, sećanje obojice na Ejmsovo lečenje je praćeno svedočenjima i bljeskovima iz prošlosti. Kovač brine oko upletenosti tužbe i mogućeg ishoda. Ebi se vraća na posao i mora da se privikne na dramatične promene u svom životu. Manjak opreme smeta Pratovom, Ebinom i Nilinom lečenju bolesnika što ih dovodi do toga da probaju rizičan postupak. Pratov jutarnji odlazak kod berberina ishodi novoj svesti o tome šta je zajednici potrebno. |              |                          |                    |                                     |                       |
| 273 | 6            | "Srce ustvari"           | Endru Bernštajn    | Dženin Šerman Baroa                 | 2. novembar 2006      |
| Sudar motora i kola dovodi kritično povređene u urgentni centar. Kovač i Rej leče motoristu i otkrivaju stanje koje njegova supruga hoće da ostane tajno. Ebi i Nila rade na vozaču kola, ali njegova operacija ne ide dobro, a njegova supruga uskoro ima svoje nevolje. Prat ima novu ženu u svom životu, novu cimerku. Gejts ima drugačiju vrstu ženske nevolje, a otkriveno je da su Meg i Sara rodbina Gejtsovog druga Kita koji je poginuo u Zalivskom ratu. Kovač dobija neke važne vesti i neočekivanog posetioca. |              |                          |                    |                                     |                       |
| 274 | 7            | "Slagalica"              | Džon Vels          | Virdžil Vilijams                    | 9. novembar 2006      |
| Mladić koji je više od onog kako izgleda izaziva Morisa i Sem. Kovačevo i Ebino dete zahteva klackanje između čuvanja deteta i negovanje bolesnika u Urgentnom centru. |              |                          |                    |                                     |                       |
| 275 | 8            | "Razlog za verovanje"    | Ernest Dikerson    | R. Skott Džemil i Dejvid Zabel      | 16. novembar 2006     |
| Bolesnika dovodi u Urgentni centar posle kafanske tuče njegova supruga koja je prošla sa lakšim povredama. Ebi pokušava da pomogne čoveku ubacujući ga u program za odvikavanje od alkohola dok ga Kovač optužuje da tuče suprugu. Dečak beskućnik Poli je doveden, a lekari se plaše da on ima besnilo. Napetosti između Gejtsa i Prata prestaju posle tuče. Pre toga je Prat pronašao svog brata Čeza sa njegovim dečkom. Kovač razgovara sa policijom o pretnji Kertisa Ejmsa. Nakon što Meg izrazi svoju želju da se uda za Gejtsa, on joj govori da bi radije da raskinu. |              |                          |                    |                                     |                       |
| 276 | 9            | "Isključivo i bekstvo"   | Stivan Kreg        | Lisa Zverling                       | 23. novembar 2006     |
| U Urgentnom centru je Dan zahvalnosti, a Ebi je pozvana u prevoz helikopterom. Bolesnik je neuravnotežen i na kraju umire. Ebi i ostali u helikopteru onda preuzimaju novi zadatak, veliku saobraćajnu nesreću. Ona se bori da održi majku jednog dečaka u životu koja je zaglavnjena u prevrnutom autobusu. U međuvremenu u Urgentnom centru, Semin sin Aleks se dobrovoljno javlja i pravi bolesnici Lulu društvo jer se njeni roditelji nisu još pojavili. Nila odlučuje da ide polako sa Gejtsom, a opet, počinje da se ljubi sa njim. |              |                          |                    |                                     |                       |
| 277 | 10           | "Ne odaj mi tajne..."    | Lora Ins           | Karen Meser                         | 30. novembar 2006     |
| Devojčica je pronađena ispred škole krvava i izgleda silovana. Dok je Kovač i Gejts leče, Ebi i Nila pokušavaju da otkriju istinu o tome šta se desilo dok Kovač mora da pomogne devojčicinoj majci i koleginici. Kad policija ne može da pomogne oko Ejmsa, Kovač odlučuje da se suoči sa sporom. Ebin drug sa Ajka se vraća. Prat se pokušava da se privikne na bratovljevo priznanje. Novi bolničar je došao na sprat, ali može li da podnese Urgentni centar? U međuvremenu, Rej ima tajnu, a Gejts obasipa ljupkošću, ali Nila nije zadivljena. |              |                          |                    |                                     |                       |
| 278 | 11           | "Grad milosti"           | Stiven Kreg        | Dejvid Zabel i Lisa Zverling        | 7. decembar 2006      |
| Badnje veče je. Kovač i Ebi sa rudolfom i njegovim patuljkom posećuju pedijatriju dok Moris otkriva značenje Božića kad glumi Deda Mraza posebnoj devojčici. Ejms čini postupak koji uvodi napetost između Kovača i Ebi što navodi Kovača da donese iskreno priznanje. Teler se vraća i šalje Gejtsa i Reja na zadatak dok Nila nadgleda neobični slučaj presađivanja bubrega. Sem i Ben svedoče kad bolesnika izbace na ulicu iz Milosrdne bolnice. Moris dobija ponudu od Houp koju ne može da odbije, ali nekako je odbija. |              |                          |                    |                                     |                       |
| 279 | 12           | "Kršenje poverenja"      | Skip Sadat         | Dženin Šerman Baroa                 | 4. januar 2007        |
| Rezanje budžeta tera Kovača da donese tešku odluku u vezi zaposlenih. Dok se vet brzo širi Urgentnim centrom, osećanja se povećavaju, a zaposlena o kojoj se radi radi poslednji dan. Ebi se pita da li Kovač nešto krije. Prat prisustvuje društveno-korisnom radu gde dolazi do neočekivanog obrta događaja. Gejtsov kućni život upada u Urgentni centar što utiče na Nilu. Morisova nestala kreditna kartica brine Sem. |              |                          |                    |                                     |                       |
| 280 | 13           | "Podeljena kuća"         | Endru Bernštajn    | R. Skot Džemil                      | 11. januar 2007       |
| Geri Saton, čovek čiji su sin i pastorak povređeni u nesreći sa sankama, se svađa sa lekarima kad je postalo očigledno da mu je draži rođeni sin oda pastorka pogotovo što misli da je za nesreću kriv pastorak. Rej se stavlja u njegovu kožu kad je istina otkrivena. U međuvremenu, Prat je pod istragom zbog svog odnosa sa crkvenom javnom klinikom, a Viverova prihvata posao na Floridi nakon što je zamalo dobila otkaz zbog rezanja budžeta i pozdravlja se sa Ebi, Rejem, Morisom i Lukom. Za Ebinog druga iz Ajka za koga Kovaču raste sumnja ispada da joj je otuđeni otac. Ebi odbija da priča sa njim i vodi Džoa kući gde je čeka neprijatno iznenađenje. Poslednja stalna pojava Keri Viver. |              |                          |                    |                                     |                       |
| 281 | 14           | "Mrmljanje srca"         | Kristofer Čulak    | Dejvid Zabel                        | 1. februar 2007       |
| Kertis Ajms je provalio i preti Ebi i bebi Džoiju pištoljem da pozove Kovača odmah. Prat je uhapšen zbog soje umešanosti u Crkvenu zdravstvenu kliniku. Kovač pokušava da ga izvuče uz kauciju, ali odlazi kad ga Ebi pozove. Ejms tera Kovača da pođe sa njim kad se ovaj vratio kući uperivši pištolj u njega i naterajući ga da digne ruke u vis. Ebi zove policiju koja pokušava da pronađe Ejmsa i Kovača u Ejmsovim kolima. Semina baka Grejs i njen drug Ben dolaze u goste, a u zgradi izbija požar. Ben i Sem uspevaju da izađu, ali Sem i Aleks su zarobljeni u zgradi. Gejsta zove isprepadana Sara i govori mu da joj je majka uzela preveliku količinu nečega. Kad ih je našao, Meg mu je nasamo rekla da je on Sarin otac. Uprkos Gejstovim naporima, Meg umire. Kovača i Ejmsa je na kraju opkolila policija u napuštenoj zgradi, a Kovač najzad čini ono što je Ejms sve vreme hteo - izvinjava mu se. Ejms uperuje pištolj u Luku, ali se ubija umesto toga. Ebi dotrčava do Luke i grli ga. |              |                          |                    |                                     |                       |
| 282 | 15           | "Umiranje je lako"       | Tavna Mekirnan     | Dženin Šerma Baroa                  | 8. februar 2007       |
| Moris dobija hartije od onih odozgo i odlazi kod Prata koji radi sa Houp i Gejtsom oko devojčice koja se uradila i govori Pratu da mu je Zdravstveni odbor oduzeo dozvolu i da ne može da radi u Opštoj više. Otac Votkins iznenađuje Prata i odbor pojavljujući se sa skupom kako bi razgovarao o Pratovom ponašanju. I Houp dolazi da podrži Prata. Prat i skupina bivaju zaprepašćeni, a posle im biva lakše nakon što odbor donese odluku. Rej i Nila provode neko vreme zajedno na kafi razgovarajući po poslu. Sem nerado ulazi u vezu sa Benom. Među bolesnicima su i dečak sa vaškama, stendap komičar kome je otkrivena leukemija, čovek koji je pretrpeo gadne opekotine zato što je kremirao mačku na štednjaku, mlada žena koja se uradila i veoma debela žena koja je upoznala čoveka preko interneta sa kojim se kasnije sastala uživo tokom čega se saplela na hidrant dok je jurila za njim kad joj je ispostavio račun. Kovač se vraća na posao iako mu je ruka povređena, a Ebi mu traži da je ponovo prosi. |              |                          |                    |                                     |                       |
| 283 | 16           | "Kriza savesti"          | Stiv Šil           | Lisa Zverling                       | 15. februar 2007      |
| Sem je prebukirana jer su neke bolničarke bolesne, neke na odmoru itd. Gejts i Kovač leče Anu Hejs koja povraća i ima izmenjeno stanje uma. Sem je besna kad je policajac doveo Aleksa u Urgentni centar jer je ukrao dvedesetpet centi iz hemijskog čišćenja. Nila otkriva da se neetička radnja vodi preko programa za presađivanje i prijavljuje to. |              |                          |                    |                                     |                       |
| 284 | 17           | "Odavde do očinstva"     | Lesli Linka Glater | Virdžil Vilijams                    | 22. februar 2007      |
| Sem nije dobro raspoložena zbog Aleksa. Razmišlja da ga pošalje u školu za rizičnu decu. Kovač, Moris i Sem leče Maria Dastina, 42-ogodišnjeg bivšeg robijaša upucanog u grudi, zajedno sa Donijem, još jednim povređenim čovekom i Mariovim sinom Juniora. Rej leči čoveka sa slomljenim nosem. |              |                          |                    |                                     |                       |
| 285 | 18           | "Fotografije i uspomene" | Stiven Kreg        | Karen Meser                         | 12. april 2007        |
| Kovač, Ebi, Moris, Prat i ekipa leče žrtve sudara šlepera i porodičnih kola, među kojima su i žena kamiondžije i sin vozača kola. Sem proslavlja rođendan u Urgentnom centru dok neguje fotografkinju koja je menja svoj pogled na život. Nila i Rej razmenjuju neke prepredene znakove. Gejtsa prati student medicine koji primećuje njegove greške. Planovi za svadbu se nastavljaju jer Luka i Ebi razmišljaju gde da se venčaju, ali neko drugi sprema Momačko veče. |              |                          |                    |                                     |                       |
| 286 | 19           | "Porodična stvar"        | Ričard Torp        | Džo Saks                            | 19. april 2007        |
| Dok je bila na času samoodbrane, Sem je povredila učitelju koleno. Kovač i Gejts leče bolesnika čiji otac ima Alchajmerovu bolest i ne može da se seti gubitka svog sina što budi sećanja Kovaču. U međuvremenu, Ebi postaje blago pometena zbog Džoijevog zdravlja kad je zakačio virus. Prat pokušava da dobije brata i da popravi stvari nakon što je otkrio da Čez traži moguću karijeru u Odeljenju za Hitnu pomoć zbog čega Prat traži od Gejtsa savet. Gejts i Sem otkrivaju istinu o Gejtsovoj analizi očinstva. |              |                          |                    |                                     |                       |
| 287 | 20           | "Gasi svetla"            | Terens Najtingel   | Dženin Šerman Baroa                 | 26. april 2007        |
| Izvesna fotografkinja Dajana se vraća u Urgentni centar i obaveštava Sem da joj se rak širi. Kovač mora da premesti sve zaposlene na druga odeljenja bolnice pošto je Urgentni centar prisiljen na zatvaranje. Čez se otvorao alkoholom nakon što je prošao ulazak u Hitnu pomoć kod svojih saradnika. Gejtsov otac vodi Saru u bioskop, a kad su se vratili, Gejts shvata da mu je otac pio zbog čega on sprema očeve stvari i traži mu da ode. Njih dvojica kasnije zapadaju u pesničenje. Takođe, Kovač odlučuje da hoće da bude lekar i daje ostavku na mesto šefa Urgentnog centra. |              |                          |                    |                                     |                       |
| 288 | 21           | "Neću"                   | Endru Bernštajn    | Dejvid Zabel                        | 3. maj 2007           |
| Zaposleni Urgentnog centra i drugo bolničko osoblje dolaze na obaveznu večeru u odeljenju, ali bivaju iznenađeni zajendo sa Ebi jer je Kovač uz Houpinu pomoć smislio svadbu za Ebi te noći. Na prvi pogled, Ebi pristaje na zamisao i svadba počinje. Kad Moris ukaže Houp da Kovač i Ebi neće koristiti svoj apartman za medeni mesec, Houp predlaže da ga onda njih dvoje iskoiste. Nila pati jedne čudne noći zbog romantičnog zanimanja Gejtsa, Reja, njenog nadređenog Dubenka i mlade studentkinje. Rej je uzrujan zbog Niline neodlučnosti da izabere između njega i Gejtsa pa se napio i izazvao Gejtsa na tuču zbog čega obojica bivaju izbačeni. Dok Moris grdi Gejtsa zbog njegovog ponašanja, Rej odlazi u kafanu da nastavi da pije. Nila raskida sa Gejtsom i zove Reja. Dok je Rej pijan prelazio ulicu, na njega je naleteo kamion. |              |                          |                    |                                     |                       |
| 289 | 22           | "Morska promena"         | Lora Ins           | Lisa Zverling                       | 10. maj 2007          |
| Urgentni centar se ponovo otvara sa naizgled malim promenama. Kovač i Ebi slave svojih nekoliko prvih dana kao bračnog para i pripremaju se za medeni mesec. Houp i Moris i dalje provode vreme u njihovom apartmanu za medeni mesec, a Moris se očajnički trudi da održi to jer oseća da je to jedini način da održi njihovu vezu. Prat je razjaren nakon upoznavanja sa šefom intenzivne nege dr. Kevinom Moretijem koji kritikuje postupke Urgentnog centra. Dubenko naređuje Krenšu da uradi proveru kako bi smanjio post-operativne zaraze pa Krenšo naređuje Nili da premesti bolesnika sa Post-operativnog na Intenzivnu negu, iako Nila misli da on još nije spreman. Bolesnik pretrpljuje zastoj rada srca i moguće oštećenje mozga zbog čega Moreti deli sa Nilom želju da se popravi ukupan rad bolnice da bi se sprečile nepotrebne smrti. Nila traži Reja, posećuje njegov stan i otkriva da su mu ribice uginule. Houp govori Morisu da ne brine o njihovom odnosu. Gejst razgovara sa zastupnikom koji mu govori da su mu dobri izgledi da dobije starateljstvo nad Sarom. Sara govori Gejstu da hoće da ostane sa njim. Kovač prima poziv iz Hrvatske. Moreti prihvata položaj šefa Urgentnog centra. |              |                          |                    |                                     |                       |
| 290 | 23           | "Medeni mesec je gotov"  | Kristofer Čulak    | R. Skot Džemil i Dejvid Zabel       | 17. maj 2007          |
| Novi šef Hitnog zdravstva Kevin Moreti nanosi udar Urgentnom centru već prvi dan kad je došao navodeći lekare da misle da će stvari biti drugačije od sad. Njegov stav je jasan nekolicini lekara, pogotovo Ebi. U međuvremenu, Kovač najavljuje odlazak iz Urgentnog centra jer putuje u Hrvatsku kako bi bio uz bolesnog oca. Gejts gubi svoju borbu za starateljstvo nad Sarom (njeni baba i deda dolaze sa pravnim spisima kojima zahtevaju starateljstvo). Njemu je ostalo da uverava uplakanu Saru da će je posećivati kad god bude mogao. Irački povratnik zavisnik ispada da je tumač za sesije mučenja. Nila konačno prima poziv sa Rejevog nestalog mobilnog. Ona odlazi da ga vidi u bolnici i otkriva da su mu obe noge odstranili zbog saobraćajne nesreće. Nakon što Reja majka odvede kući u Barton Ruž, Rejeva bivša devojka Kejti govori Nili da je za Rejevu nesreću ona kriva. Nila odlazi na protiv-ratne trke na kojima se prosvedanti sukobljavaju sa ljudima za podršku ratu. Dimna bomba biva bačena i Gejts - koji pokušava da se pomiri sa Nilom - stiže taman da naleti na rulju podržilaca dok Nila biva zarobljena u gomili prosvedanata. Poslednja stalna pojava Reja Barneta.          |              |                          |                    |                                     |                       |